# Isaac ben Kaprun
Isaac ben ou ibn Kaprun (ou Kafron) est un grammairien andalou du Xe siècle.

## Éléments biographiques
Disciple de Menahem ben Sarouk, il n'est connu que par le traité qu'il a rédigé avec deux confères, Isaac ibn Gikatilla et Juda ben David Hayyuj, pour défendre les théories scientifiques de leur maître contre Dounash ben Labrat. 
Sa fille avait épousé le poète Isaac ibn Halfon, dont elle divorça. 

## Œuvre
Le grand-œuvre d'Isaac ben Kaprun ou, du moins, la seule actuellement connue est le traité polémique contre Dounash ben Labrat, mentionné plus haut. Ce dernier a, à la suite de la publication du Mahberet de Menahem, émis 180 objections, où il l'accuse de pécher contre la grammaire telle qu'elle a été enseignée par Saadia Gaon, et de diffuser des idées karaïtes (un courant juif scripturaliste, opposé au judaïsme rabbinique, dont les adeptes disent pouvoir interpréter le texte biblique en fonction du texte même, sans devoir recourir à la tradition orale consignée dans le Talmud). La dispute tournant à l'avantage de Dounash, Menahem est expulsé de la maison de son mécène Hasdaï ibn Shaprut, et meurt peu après, sans avoir pu répondre à Dounash.
Le traité des trois disciples de Menahem, dont il semble qu'Isaac ben Kaprun ait été le maître d'œuvre principal, comporte une réfutation de 50 objections de Dounash ; les disciples de Menahem l'accusent en outre d'avoir introduit dans l'hébreu biblique des influences étrangères qui le dénaturent, et de l'adapter à la métrique arabe, qui n'est pas la sienne. Toutefois, leur propre traité est rédigé en style mi-prosaïque, mi-métrique.
Yehoudi ben Sheshet, un disciple de Dounash, rédige une réponse violente à ce traité, mentionnant leurs auteurs nommément, parmi lesquels Ben Kafron ; Yehoudi ne cesse de le railler, en jouant sur ce nom et le latin caper (chèvre), dont il est peut-être dérivé.
Moshe ibn Ezra parle aussi d'un certain Isaac ibn Kafron ou Kaprun), qui est sans aucun doute identique au Ben Kafron de Yehoudi ben Sheshet.
Le livre polémique des disciples de Menahem a été publié avec la réponse de Yehoudi ben Sheshet (et la lettre envoyée par Menahem à Hasdaï ibn Shaprut, éditée pour la première fois par S.D. Luzzatto dans Bet ha-Ozar) par S. G. Stern sous le titre de Liber Responsionum (Vienne, 1870). Une édition critique a été préparée par S. Benavente Robles (Teshubot de los discipulos de Menaḥem contra Dunash ben Labrat, Granada, 1986)